# Joë chez les abeilles
Joë chez les fourmis
Joë chez les abeilles est une série télévisée d'animation française en treize épisodes de cinq minutes, créée et réalisée par Jean Image et diffusée à partir de décembre 1960 sur RTF Télévision, puis rediffusé dans les années 1970 dans l'émission Samedi est à vous sur TF1 et en 1988 sur Antenne 2. Au cours des années 1960, cette série a également été diffusée sur Radio-Canada.
Joë chez les abeilles est une reprise adaptée par Jean Image de son film d'animation Jeannot l'intrépide (1950). La série a également donné naissance à deux suites : Joë chez les fourmis et Joë au royaume des mouches.

## Synopsis
Un jour qu'il se promène à la campagne, Joë surprend deux gamins en train de voler du miel dans une ruche. Furieux, il réussit à les arrêter et à les faire fuir. Pour le remercier, la reine des abeilles, Reine Fleur de Miel 145, et son conseiller Bzz lui donnent la taille d'un insecte afin de pouvoir visiter le royaume des abeilles.

## Fiche technique
- Titre : Joë chez les abeilles
- Réalisation et scénario : Jean Image et Denis M.G. Boutin
- Musique et dialogues : Michel Emer
- Chant : Christiane Legrand
- Musique :
- Production : C. Colonna
- Société de production :
- Pays : France
- Format :
- Nombre d'épisode : 13
- Durée : 5 minutes
- Date de première diffusion : décembre 1960

## Voix
- Linette Lemercier : Joë
- Roger Carel : Bzz

## Épisodes
1. Joë chez les abeilles
2. Joë captif des guêpes
3. Joë et le monstre
4. Joë le gourmand
5. Joë le justicier
6. Joë et le guet-apens
7. Joë et la fable
8. Joë et les pirates
9. Joë et le collier de la Reine
10. Joë fait l'école buissonnière
11. Joë et la fête des abeilles
12. Joë et le ciné-miel
13. Joë et les adieux à la ruche

## Commentaires
En 1973, Jean Image, le créateur de Kiri le clown, produit un film d'une durée de 57 minutes, intitulé Joë petit boum-boum, qui reprend une partie des scènes de la série mais dont la fin est différente. Dans ce long métrage, qui est le premier film d'animation français, un groupe de garçons découvrent un château fantasmagorique durant un séjour en camping. Les garçons y découvrent un homme très grand qui les emprisonne dans une machine qui les réduit à la taille de mouches. L'un d'eux, Joe, s'évade et vit une aventure dans une ruche. Quand il sauve vaillamment la ruche, la reine des abeilles, Reine Fleur de Miel 145, l'adoube. Par la suite, il aidera les abeilles et d'autres animaux des bois à attaquer le château pour sauver ses amis emprisonnés.

## Produits dérivés de la série

### Albums agrafés cartonnés
- Joe chez les abeilles n°1 - Dessin animé télévisé par la R. T. F avec dialogues et musique de Michel Emer : Éditions François Ray, Collection Les films Jean Image ; 1960 (petit album souple illustré, 20 pages).
- Joe captif des guêpes n°2, illustré par Denis M. G. Boutin, d'après le film de Jean Image pour la RTF : Éditions François Ray, Collection les films Jean Image, 1960 (petit album souple illustré, 20 pages).
- Joe et le monstre n°3 - d'après le film de Jean Image pour la R.T.F : Éditions François Ray, Collection les films Jean Image, 1960 (petit album souple illustré, 20 pages).
- Joe le gourmand n°4 - d'après le film de Jean Image pour la R.T.F : Éditions François Ray, Collection les films Jean Image, 1960 (petit album souple illustré, 20 pages).
- Joe le justicier n°5 - d'après le film de Jean Image pour la R.T.F : Éditions François Ray, Collection les films Jean Image, 1960 (petit album souple illustré, 20 pages)...à priori 5e et dernier album édité de cette série.